# Rio Belareca
O Rio Belareca é um rio da Romênia afluente do Rio Cerna, localizado no distrito de Caraş-Severin.